# 萩原芳樹
萩原 芳樹（はぎわら よしき、1952年 - ）は、放送作家、漫才作家。萩原芳樹事務所を自ら主宰。日本放送作家協会会員。芦屋市在住。

## 来歴・人物
兵庫県姫路市生まれ。幼い頃から演芸が好きで中学生の頃には吉本新喜劇の井上竜夫と文通をしていた。兵庫県立姫路東高等学校在学中に、親の反対を押し切り横山やすしに師事し、漫才台本の添削の指導を受ける（但し正式に師弟関係は結んでいない）。
大阪芸術大学在籍中に、桂三枝（現・六代桂文枝）が命名した「ダッシュとんぺー」の芸名でMBSラジオ『MBSヤングタウン』やMBSテレビ『ヤングおー!おー!』の前説を担当。1年程で辞め、島田洋七と漫才コンビ「B&B」を結成したが、まもなく失踪という形で脱退する（当時の芸名は団順一でボケを担当。相方の島田洋七は当時と洋一と名乗り、突っ込み側であった）。
1年後東京へ進出し、司会やコメディアン(当時の芸名は団五郎)として活動しながら放送作家の仕事を始める。漫才ブームの波に乗り、『オレたちひょうきん族』『笑ってる場合ですよ!』の構成作家を務める。
現在も関西ローカル番組で構成を行う他、舞台演劇の脚本・演出、iOS対応アプリケーションのプロデュース、テレビ番組制作なども手掛けている。
2015年7月には、芦有ドライブウェイルート内の東六甲展望台内に「エンターテイメントカフェMIOROS」をオープンした。メディアの仕事がある時を除き、自ら接客を行ってたが、2018年8月に閉店した。
ダウンタウン浜田雅功・小川菜摘夫妻の仲人でもある。

## 担当番組
- 上方漫才大賞

### 過去に関わった担当番組
- 吉本新喜劇
- オレたちひょうきん族
- 笑ってる場合ですよ!
- 11PM
- TVジャック
- 4時ですよーだ
- オジャマンないと!
- 王者マンへの道
- クイズ仕事人
- 紳助の人間マンダラ
- 走れ!ガリバーくん
  - GO!GO!ガリバーくん（監修）
- 人気者でいこう!
- ナンバ壱番館
- ぶっちゃけ!生タマゴン
- にこいち 〜スーパースター友情列伝〜
- あな金
- 藤井陣内のザ・レジェンド
- ぶったま!
- クイズ!紳助くん
- 地元応援バラエティ このへん!!トラベラー
- ごきげん!ブランニュ
- R-1ぐらんぷり - 予選の審査委員も兼ねる。2017年まで

## 舞台
- お茶子のブルース（脚本・演出、京橋花月、2009年3月）
- 女忍のブルース（脚本・演出、京橋花月、2009年9月）
- キャバレー哀歌（脚本・演出、ABCホール、2010年6月）
- あかんたれ芸人の詩（脚本・演出、ABCホール、2011年1月）

## その他
- 赤井英和のわがまま気まま大阪まっぷ（iPhoneおよびiPadアプリ）
- 神戸とっておき面白ガイド（iPhoneおよびiPadアプリ）
- 漫才ブームforever（イベント企画、なんばグランド花月、2013年5月1日）
- MIOROS（六甲山にあるカフェ、2015年7月にプロデュースオープン）

## 出演番組
- 中井雅之のハッピーで行こう!（ラジオ大阪、2013年4月〜2015年3月25日、水曜日「芸人世界遺産」「忘れがたき名人芸」）
- VIVA!ココロ塾（ラジオ大阪、2014年4月〜2016年4月、水曜日、20:00〜）
- もうすぐ50回! 上方漫才大賞（ラジオ大阪、2015年1月〜4月3日、金曜日、19:00〜）